# درمانگاه فراهانچی
درمانگاه فراهانچی مربوط به دوره پهلوی اول است و در شهرستان اراک، بخش خنداب، دهستان سنگ سفید، روستای دهنو واقع شده و این اثر در تاریخ ۷ خرداد ۱۳۸۷ با شمارهٔ ثبت ۲۲۹۹۷ به‌عنوان یکی از آثار ملی ایران به ثبت رسیده است.
پدید آورنده و واقف این بنا علی فراهانچی بوده که از خوانین منطقه بوده است.
بنا به نقلی این درمانگاه در زمان خودش در سطح استان بی نظیر بوده است و دارای پزشک و اتاق عمل سرپایی بوده.
بنای فعلی به دلیل عدم مرمت در حال تخریب می‌باشد. این مکان در نزدیکی خنداب واقع شده که در فصل تابستان دارای آب و هوای معتدل است و از خاک بسیار حاصل خیزی بهره‌مند است.
پس از علی فراهانچی این بنا به دست علی اکبر فراهانچی که مسجد علی ابن ابی طالب (ع)اراک نیز از اوقاف اوست اداره می‌شده.